# Parallels Desktop para Mac
Parallels Desktop for Mac creado por Parallels, Inc., es un software que proporciona virtualización de hardware para ordenadores Macintosh con procesadores Intel.

## Historia
Lanzado el 15 de junio de 2006, fue el primer producto de software en llevar la virtualización a ordenadores Macintosh con arquitectura  Apple-Intel (productos de software anteriores corrían software para PC en un entorno emulado).
Su nombre inicialmente fue "Parallels Workstation for Mac OS X ", que fue consistente con su versión correspondiente para Linux y Windows. Este nombre no fue bien recibido en la comunidad Mac, donde algunos consideraban que el nombre, en particular el término "workstation" (estación de trabajo), evocaba a la estética de un producto de Windows. Ante esto Parallels declaró: "Como tenemos un gran producto para Mac, debemos hacer que se vea y suene como un producto para Mac... ", por lo tanto, pasó a llamarse "Parallels Desktop para Mac".
El 10 de enero de 2007, Parallels Desktop 3.0 para Mac fue galardonado como "Best in Show" en la MacWorld 2007.

## Características Técnicas
Parallels Desktop para Mac es un software de virtualización de hardware, utilizando la tecnología hipervisor que funciona mediante la asignación de los recursos de hardware del equipo anfitrión directamente a los recursos de la máquina virtual invitada.  Así, cada máquina virtual funciona de forma idéntica a un equipo independiente, con prácticamente todos los recursos de un equipo físico. Debido a que todas las máquinas virtuales utilizan los mismos controladores de hardware, independientemente del hardware actual en el equipo anfitrión, ayuda a que las máquinas virtuales sean altamente portables entre ordenadores. Por ejemplo, una máquina virtual en ejecución se puede detener, copiar a otro equipo físico, y poder reiniciarla.
Parallels Desktop para Mac es capaz de virtualizar un sistema completo de hardware de PC, incluyendo
- Un CPU virtualizado del mismo tipo que el del procesador físico que el del anfitrión.
- Sistema de cumplimiento ACPI.
- Una placa madre genérica compatible con el chipset i965 de Intel.
- Hasta 8 GB de RAM para las máquinas virtuales invitadas.
- Hasta 1 GB de RAM de vídeo (VRAM).
- Adaptador de vídeo VGA y SVGA con soporte para VESA 3.0, OpenGL y DirectX.
- Una unidad de disquete de 1.44 MB, la cual pueden asignar a una unidad física o a un archivo de imagen.
- Hasta cuatro dispositivos IDE. Esto incluye discos duros virtuales con tamaño variable desde 20 MB hasta 2 TB cada uno y unidades CD/DVD-ROM. Las unidades de CD/DVD-ROM virtuales se pueden asignar a unidades físicas o imágenes ISO.
- Acceso “pass-through” para DVD/CD-ROM.
- Hasta cuatro puertos serial que se pueden asignar a un archivo de salida.
- Hasta tres puertos paralelo bidireccionales, cada uno de los cuales se pueden asignar a un puerto real, ya sea una impresora real, o a un archivo de salida.
- Un adaptador Ethernet virtual compatible con Realtek RTL8029 (AS), capaz de realizar hasta 16 conexiones de red.
- Hasta ocho dispositivos USB 2.0 y dos dispositivos USB 1.1.
- Una tarjeta de sonido compatible con AC'97.
- Un teclado de 104-teclas para Windows y un mouse de rueda con conector PS/2.

Además de que cuenta con soporte para las siguientes interfaces:
- Bluetooth
- Firewire
- Fibre Channel
- PC Card
- SCSI
- SAS
- eSATA
- TOSLINK

## Versión 2.5
La versión 2.5 trajo soporte para dispositivos USB 2.0, que amplió el número de dispositivos USB compatibles a velocidad nativa, incluyendo soporte para cámaras iSight. La cantidad de RAM de vídeo asignado al sistema operativo invitado se hizo ajustable, hasta 32 MB. Esta versión trajo soporte para unidades de CD/DVD con todas sus funciones, lo que permitió al usuario grabar discos directamente en el entorno virtual, y reproducir cualquier CD o DVD protegido contra copia como uno lo haría en Mac OS X. Además, se implementó un portapapeles compartido y soporte para arrastrar y soltar entre Mac OS X y el sistema operativo invitado. Esta versión trajo la capacidad a los usuarios de actualizar a Windows Vista desde el entorno virtual. Se añadió una nueva característica llamada Coherence, que elimina el cromo de las ventanas de Windows y los marcos de virtualización para crear un entorno de escritorio más fluido entre aplicaciones Windows y aplicaciones de Mac OS X. Esta versión también permite a los usuarios arrancar su partición de Windows XP en Boot Camp, el cual elimina la necesidad de tener múltiples instalaciones de Windows en una Mac. Una herramienta llamada "Parallels Transporter" se incluyó para permitir a los usuarios migrar su PC con Windows, o su máquina virtual de VMware existente a Parallels Desktop para Mac.

### Demanda de Netsys
En 2007, la empresa alemana Netsys GmbH demandó al distribuidor alemán de Parallels, Avanquest, por violación de copyright, alegando que Parallels Desktop y Parallels Workstation se basan directamente en una línea de productos llamada "twoOStwo" que Parallels desarrolló por encargo para Netsys, de los cuales Netsys posee todos los derechos de autor. Además, la demanda alega que la compatibilidad de Parallels Desktop 2.5 con "twoOStwo" muestra que los dos productos de software se ejecutan esencialmente bajo el mismo núcleo funcional.  Netsys perdió el procedimiento inicial, pero presentó una nueva demanda.

## Versión 3.0
El 7 de junio de 2007 la build 4124 fue lanzada como la primera versión pública disponible de Parallels Desktop 3.0.
La versión 3.0 retuvo toda la funcionalidad de versiones anteriores y añadió nuevas características y herramientas. Se añadió soporte para DirectX 8.1 y OpenGL, lo que permitió a los usuarios de Mac jugar algunos juegos de Windows sin la necesidad de iniciar Windows vía Boot Camp. También se introdujo una nueva característica llamada "SmartSelect" la cual ofrece la integración cruzada de archivos y aplicaciones, al permitir al usuario abrir archivos de Windows con programas de Mac OS X y viceversa. Se introdujo "Parallels Explorer", función que permite al usuario navegar por sus archivos de Windows en Mac OS X sin tener que iniciar Windows. Una nueva función llamada "snapshots" fue incluida, que permite restaurar el entorno de máquina virtual a un estado anterior en caso de problemas. Además, Parallels añadió un agente de seguridad para limitar la cantidad de interacción entre las instalaciones de Windows y Mac OS X. Esta versión incluyó una versión completa de "Parallels tools"  para los sistemas operativos Linux. Por lo tanto la integración entre Mac OS X y Linux se mejoró mucho.
A pesar de la adición de numerosas características, herramientas y funciones nuevas, la primera versión de Desktop para Mac 3.0 no implementó algunas de las características que Parallels había planeado para ella. Un representante de Parallels, Inc. declaró en la MacWorld de 2007 que la versión 3.0 traería gráficos acelerados, máquinas virtuales multi-núcleos/ SMP virtual, soporte para SCSI, una interfaz más similar a la de Mac, así como un modo de coherencia más sofisticado, llamado Coherence 2.0.
La Build 4560, publicada el 17 de julio de 2007, añadido una herramienta de imagen que permitió a los usuarios añadir capacidad a sus discos virtuales.

### Actualización
La build 5160, publicada el 11 de septiembre de 2007, añadido algunas nuevas características y actualizó algunas de las ya existentes.
La actualización se centró en cambios en "Coherence", al cual se añadió soporte paraExposé, sombras en las ventanas, ventanas transparentes, y la capacidad de superponer varias ventanas de Windows y OS X. Además, "Parallels Image Tool" se actualizó para permitir cambiar el formato del disco duro virtual entre simple y expandido. Parallels Explorer fue actualizado con el fin de permitir montar automáticamente un disco duro de la máquina virtual en el escritorio de OS X. Algunas otras de las nuevas características añadidas son: Compatibilidad de iPhone en Windows, permite sincronizar el iPhone con iTunes a través de Windows. Los usuarios ahora pueden copiar escritorios u otras carpetas. Además, las unidades de OS X ahora pueden ser accesadas por Windows y los dispositivos de sonido ahora se pueden cambiar de manera más sencilla. Además ahora hasta 2 GB de memoria RAM se puede asignar a una máquina virtual, en equipos con un total de 4 GB de RAM disponible.
Parallels Desktop para Mac (Build 5608) añadido soporte para Parallels Tools para en las últimas distribuciones de Linux (incluyendo Ubuntu 8). Asimismo, se añadido soporte para la ejecución de gráficos en 3D en máquinas virtuales de Windows en Mac OS X Leopard 10.5.3.

### Uso de código del proyecto Wine
De acuerdo a la página de licencias de Parallels Desktop para Mac, la versión 3.0 contiene soporte para Direct3D, este código que fue desarrollado originalmente por el proyecto Wine.  Wine está disponible bajo licencia GNU, que requiere que Parallels libere el código fuente. Parallels liberó el código fuente modificado el 2 de julio de 2007, alrededor de 2 semanas después de la fecha de publicación prometida. Un portavoz de Parallels explicó las razones de la demora en un mensaje en el blog oficial de la compañía.

## Versión 4.0
La versión 4.0 fue lanzada al público el 11 de noviembre de 2008, en ella se actualizó la interfaz gráfica, se añadieron algunas nuevas características, se mejoró el rendimiento hasta en un 50% y se desarrolló con el fin de consumir un 15-30% menos recursos que las versiones previas.  La versión 4.0 es la primera versión de Parallels Desktop con soporte para sistemas operativos de 32 bits y 64 bits. Parallels Desktop 4.0 incluyó soporte 3D de DirectX 9.0, DirectX Pixel Shader 2.0 y OpenGL 2.0, así como 256 MB de memoria de video. También se incluyó soporte de hasta 8 GB de RAM en una máquina virtual. Parallels Desktop 4.0 introdujo un hipervisor adaptable, que permite a los usuarios centrar los recursos del equipo anfitrión ya sea hacia el sistema anfitrión o hacia el sistema operativo invitado.
Parallels Desktop 4.0 para Mac añadió algunas nuevas características como:
- Un cuarto modo de visualización llamado "Modality",[20] que permite aumentar el tamaño de un sistema operativo invitado en Mac.
- Una nueva utilidad de captura de pantalla llamado "Clips", que permite realizar y compartir capturas de pantalla entre el los sistemas operativos invitados y el anfitrión.
- Integración del Menú Inicio y notificaciones automáticas de Windows en la barra de menús de Apple.
- La habilidad de usar comandos de voz[25] para controlar la máquina virtual.
- La capacidad para iniciar y detener una máquina virtual a través del iPhone. (Requiere la instalación de una aplicación para iPhone desde la AppStore de Apple).

Desde el lanzamiento Versión 4.0, Parallels Desktop para Mac tiene un nuevo logo. En el nuevo logo parece una iMac de aluminio, ejecutando lo que parece ser Windows XP y 2 líneas rojas paralelas superpuestas en el lado derecho.

### Actualización
La Build 3810 fue lanzada el 9 de enero de 2009, esta incluyó mejoras de rendimiento y nuevas características, como soporte para DirectX 9.0 Shaders Model 2 y Vertex Shader para un mejor rendimiento de reproductores de medios. Esta Build también añadió soporte para ejecutar Windows 7 en una máquina virtual y para el funcionamiento de Mac OS X Snow Leopard Server como anfitrión o como sistema operativo invitado.
También se incluyen nuevas características de uso tales como la capacidad de compartir archivos de Windows arrastrándolos directamente al Dock de Mac. Ahora Windows puede iniciarse automáticamente en segundo plano cuando un usuario abre alguna aplicación de Windows en OS X. La versión 4.0 fue criticada por los problemas presentados poco después de su lanzamientos al intentar actualizar desde la versión 3.0. La Build 3810 también soluciona los problemas de instalación y actualización experimentados previamente en la versión 4.0 e introduce la opción de inscribirse en el nuevo Programa de Experiencia de Cliente de la compañía, que permite a los clientes proporcionar información acerca de sus preferencias y prioridades.

## Versión 5
Lanzado oficialmente el 4 de noviembre de 2009, Parallels Desktop 5 añade varias características nuevas, principalmente para mejorar la integración con el sistema operativo anfitrión.
Las nuevas características incluyen:
- Mejoras de gráficos 3D y de velocidad
- Optimización para Mac OS X 10.6 (Snow Leopard)
- Soporte para Windows 7
- Tematización de aplicaciones de Windows para que se vean como aplicaciones de OS X
- Soporte para gestos Multi-Touch (desde el trackpad o Magic Mouse) y para Apple Remote
- La capacidad de arrastrar y soltar texto con formato e imágenes entre Windows, Linux, y las aplicaciones de Mac.
- La capacidad de un administrador del sistema de bloquear una máquina virtual para que los usuarios no pueden cambiar su estado
- Soporte para OpenGL 2.1 en máquinas virtuales con Linux.
- Support para DirectX 9c con Shader Model 3.

### Actualización
La Build 9308, publicada el 21 de diciembre de 2009, añadido algunas nuevas características.

#### Sistemas Linux
- Parallels Tools soporta Xorg 1.7 en Fedora 12  (experimental)
- Parallels Tools soporta Mandriva 2010 (experimental)
- Instalación de medios automática para OpenSUSE 11.1

#### Virtualización
- Mejoró el desempeño en dispositivos de almacenamiento USB

#### Sistemas Windows
- Mejora la reanudación desde estado de suspensión en las máquinas virtuales con múltiples monitores.
- Mejora el rendimiento de acceso a archivos a través de carpetas compartidas.

#### 3D y video
- Mejor rendimiento para la reproducción de vídeo en Windows Vista y Windows 7.
- Windows Aero no está disponible para las máquinas con adaptadores gráficos Intel GMA X3100 y GMA 950 (algunos modelos MacBook y Mac Mini). Está disponible en MacBooks con tarjetas gráficas NVIDIA 9400M.[30]
- La sincronización vertical es ahora configurable. Puede configurarse utilizando la opción correspondiente en la página de configuración de vídeo de la máquina virtual.
- Mejora el rendimiento 3D para el videojuego Mirror's Edge.

## Versión 6
Anunciada oficialmente el 9 de septiembre de 2010 y puesto a la venta el 14 de septiembre de 2010,  Parallels 6 cuenta con compatibilidad completa para sistemas de 64 bits. Parallels estableció que Parallels Desktop 6 para Mac "cuanta con más de 80 funciones nuevas y mejoradas, incluyendo una velocidad 40% mejor que la versión anterior."
Las nuevas características incluyen:
- Un nuevo motor de 64 bits.
- Soporte para Surround Sound de 5.1 canales.
- Una mejor migración desde máquinas virtuales de VMware, Virtual PC y particiones de Boot Camp.
- Mejoras de red, disco duro y rendimiento en Transporter
- Integración de Spotlight con aplicaciones Windows
- Mejor tiempo de inicio para Windows
- Gráficos 3D mejorados que son un 40% mejores que los de versiones anteriores
- Posibilidad de extender el Control parental de Mac OS X a aplicaciones de Windows
- Capacidad para utilizar métodos abreviados de teclado de Mac OS X en aplicaciones de Windows
- Mejor soporte para Spaces y Exposé

## Versión 7
Anunciado el 1 de septiembre de 2011 y puesto a la venta el 6 de septiembre de 2011, Parallels Desktop 7 agrega muchas características nuevas, en comparación con su versión anterior.
La lista siguiente contiene las características más importantes (según el sitio web del desarrollador), pero no es exhaustiva:
- Integración con Mac OS X Lion:
  - Soporte para pantalla completa
  - Uso de Launchpad en aplicaciones de Windows
  - Soporte para Mission Control
  - Capacidad de instalar Lion como sistema operativo huésped
  - Soporte para las animaciones de Lion
- Mejor interfaz de usuario
- Nueva documentación de ayuda
- Dispositivos compartidos entre Mac OS X y Windows
- Mayor duración de batería
- Soporte para los controles parentales de Mac OS X
- Soporte para encriptación AES-NI
- Mejor rendimiento y mejores gráficas 3D
- Soporte de hasta 1GB de memoria de video en máquinas virtuales
- Mejor soporte de audio - hasta 192 kHz
- Sonido de 7.1 canales
- Soporte para Windows 7

## Versión 8
Anunciado oficialmente el 22 de agosto de 2012 y puesto a la venta el 4 de septiembre de 2012, Parallels Desktop 8 agrega características nuevas, en comparación con su versión anterior.
- Soporte para Mountain Lion
- Soporte para resolución Retina en máquinas virtuales
- Windows 7 y Windows 8 optimizados automáticamente para mejor experiencia en pantallas Retina
- Notificaciones en Parallels Desktop
- Soporte en el Centro de Notificación para Windows 8
- Dictado de Mountain Lion en aplicaciones Windows
- Pantalla completa de aplicaciones Windows en "Coherence"
- Nuevo asistente de presentación
- Botón para abrir en Internet Explorer desde Safari
- Arrastrar y soltar archivos en Outlook en el Dock abre un nuevo correo electrónico con datos adjuntos
- Sincronización Multi-idioma de teclados en Mac y Windows
- Soporte completo para la nueva Modern UI de Windows 8
- Rediseño de las preferencias de atajos de teclado
- Poder utilizar las preferencias del sistema OS X para configurar accesos directos a aplicaciones de Parallels Desktop.
- Monitoreo de recursos (CPU/RAM)
- Indicación del espacio en disco usado por la máquina virtual
- Bluetooth compartido
- Mejora el tiempo de arranque de la máquina virtual, Windows inicia hasta 25% más rápido que la versión anterior
- Pausar y reanudar de Windows es hasta un 25% más rápido que la versión anterior
- Operaciones Input/output (I/O) son hasta 35% más rápidas
- Los juegos corren hasta 30% más rápido que en la versión anterior
- Soporte para DirectX10
- Soporte completo para USB 3.0 (ver http://kb.parallels.com/en/115008)

## Versión 9
Anunciado oficialmente el 29 de agosto de 2013 y puesto a la venta el 5 de septiembre de 2013, Parallels Desktop 9 para Mac incluye estas nuevas características y mejoras con respecto a versiones anteriores:
- Trae de vuelta el menú Inicio "real" para Windows 8 y permite Modern Apps en ventanas separadas en lugar de pantalla completa
- Soporte para Power Nap
- Dispositivos de almacenamiento Thunderbolt y Firewire son designados para conectarse a la máquina virtual de Windows
- Se recuerda la configuración multi-monitor y pone las máquinas virtuales de Windows de nuevo en modo de pantalla completa en el monitor remoto
- Sincronización iCloud, SkyDrive, Dropbox y más sin la duplicación de archivos
- Aplicaciones de Windows pueden lanzar el Diccionario de Mountain Lion con un gesto
- Integración mejorada con Mac OS para los usuarios de Linux
- Asistente para nueva máquina virtual mejorado hace que sea más fácil de configurar una nueva máquina virtual, sobre todo en equipos sin discos duros
- Impresoras PDF para Windows pueden imprimir desde cualquier aplicación de Windows en un archivo PDF en el escritorio de Mac, incluso si esa aplicación no tiene esa funcionalidad
- Funciona con Mac OS X Mavericks
- Instale y acceda a las suscripciones de software de seguridad desde un lugar
- Hasta un 40% mejor rendimiento de disco que la versión anterior
- Las máquinas virtuales se cierran hasta un 25% más rápido y se suspenden hasta un 20% más rápido que con Parallels Desktop 8
- Gráficos 3D y la navegación web son un 15% más rápido que en Parallels Desktop 8

Versión Enterprise:
- Capacidad de establecer una fecha de caducidad a la máquina virtual.
- Máquinas virtuales se ejecutan en el modo "headless".
- Iniciar máquinas virtuales en el arranque de Mac.

## Versión 10
Lanzada el 20 de agosto de 2014. Añade soporte para OS X 10.10 (Yosemite)

## Sistemas operativos compatibles

### Sistemas Anfitriones
Parallels Desktop 9 para Mac requiere un Mac con alguno de estos procesadores para poder funcionar:
- Intel Core 2 Duo
- Intel Core i3
- Intel Core i5
- Intel Core i7
- Intel Xeon processor

El software requiere que el sistema operativo sea alguna de estas versiones:
- OS X 10.9 "Mavericks"
- OS X 10.8.4 "Mountain Lion"
- OS X 10.7.4 "Lion"
- OS X 10.6.8 "Snow Leopard"

### Sistemas Virtualizados
Parallels Desktop 8 para Mac incluye soporte para diversos sistemas operativos invitados de 32-bit y 64-bit, incluyendo:
- Varias versiones de Microsoft Windows, incluyendo Windows 8, así como MS-DOS,
- Mac OS X Leopard Server, Snow Leopard Server, y Mac OS X Lion
- Diversas distribuciones de Linux
- eComStation, OS/2, Solaris, BSD